# Плезант-Плейнс (Арканзас)
Плезант-Плейнс (англ. Pleasant Plains) — місто (англ. town) в США, в окрузі Індепенденс штату Арканзас. Населення — 352 особи (2020).

## Географія
Плезант-Плейнс розташований на висоті 184 метри над рівнем моря за координатами 35°33′14″ пн. ш. 91°37′42″ зх. д. / 35.55389° пн. ш. 91.62833° зх. д. (35.553768, -91.628312).  За даними Бюро перепису населення США в 2010 році місто мало площу 2,37 км², уся площа — суходіл.

## Демографія
Згідно з переписом 2010 року, у місті мешкало 349 осіб у 130 домогосподарствах у складі 100 родин. Густота населення становила 147 осіб/км².  Було 144 помешкання (61/км²). 
Расовий склад населення:
| - 97,1 % — білих - 0,3 % — азіатів |

До двох чи більше рас належало 2,6 %. Іспаномовні складали 2,6 % від усіх жителів.
За віковим діапазоном населення розподілялося таким чином: 26,4 % — особи молодші 18 років, 57,3 % — особи у віці 18—64 років, 16,3 % — особи у віці 65 років та старші. Медіана віку мешканця становила 39,6 року. На 100 осіб жіночої статі у місті припадало 92,8 чоловіків;  на 100 жінок у віці від 18 років та старших — 93,2 чоловіків також старших 18 років.
Середній дохід на одне домашнє господарство  становив 41 196 доларів США (медіана — 32 386), а середній дохід на одну сім'ю — 47 404 долари (медіана — 41 458). За межею бідності перебувало 13,6 % осіб, у тому числі 23,0 % дітей у віці до 18 років та 22,2 % осіб у віці 65 років та старших.
Цивільне працевлаштоване населення становило 126 осіб. Основні галузі зайнятості: роздрібна торгівля — 27,8 %, освіта, охорона здоров'я та соціальна допомога — 27,0 %, транспорт — 12,7 %, будівництво — 8,7 %.
За даними перепису населення 2000 року в Плезанс-Плейнсі проживало 267 осіб, 78 сімей, налічувалося 106 домашніх господарств і 120 житлових будинків. Середня густота населення становила близько 121,4 осіб на один квадратний кілометр. Расовий склад Плезанс-Плейнса за даними перепису розподілився таким чином: 94,76 % білих, 1,50 % — корінних американців, 1,50 % — представників змішаних рас, 2,25 % — інших народів. Іспаномовні склали 4,87 % від усіх жителів містечка.
З 106 домашніх господарств в 34,9 % — виховували дітей віком до 18 років, 56,6 % представляли собою подружні пари, які спільно проживали, в 13,2 % сімей жінки проживали без чоловіків, 26,4 % не мали сімей. 25,5 % від загального числа сімей на момент перепису жили самостійно, при цьому 13,2 % склали самотні літні люди у віці 65 років та старше. Середній розмір домашнього господарства склав 2,52 особи, а середній розмір родини — 3,03 особи.
Населення містечка за віковим діапазоном за даними перепису 2000 року розподілилося таким чином: 26,2 % — жителі молодше 18 років, 7,5 % — між 18 і 24 роками, 31,8 % — від 25 до 44 років, 21,0 % — від 45 до 64 років і 13,5 % — у віці 65 років та старше. Середній вік мешканця склав 34 роки. На кожні 100 жінок в Плезанс-Плейнсі припадало 103,8 чоловіків, у віці від 18 років та старше — 97,0 чоловіків також старше 18 років.
Середній дохід на одне домашнє господарство в містечкі склав 22 188 доларів США, а середній дохід на одну сім'ю — 35 000 доларів. При цьому чоловіки мали середній дохід в 22 344 долара США на рік проти 17 250 доларів середньорічного доходу у жінок. Дохід на душу населення в містечкі склав 11 129 доларів на рік. 11,4 % від усього числа сімей в окрузі і 16,0 % від усієї чисельності населення перебувало на момент перепису населення за межею бідності, при цьому 13,6 % з них були молодші 18 років і 30,4 % — у віці 65 років та старше.